# Nonato Buzar
Raimundo Nonato Buzar (Itapecuru-Mirim, 26 de agosto de 1932 — Rio de Janeiro, 2 de fevereiro de 2014) foi um cantor, compositor e produtor musical brasileiro.

## Biografia
Descendentes de libaneses, iniciou sua carreira em 1953, quando transferiu-se para o Rio de Janeiro.
Teve composições gravadas por Maysa, Adriana, Elis Regina, Alcione, Elizeth Cardoso, João Nogueira, Nana Caymmi, Rosinha de Valença, Luiz Gonzaga, Cauby Peixoto, MPB4, Jair Rodrigues, Wilson Simonal, Sílvio César, Nélson Gonçalves, Ivan Lins, Milton Nascimento e Ithamara Koorax entre outros.
Como produtor musical, trabalhou nas gravadoras PolyGram (de 1969 a 1971) e RCA Victor. Nessa função, foi responsável por discos de Jair Rodrigues, Regininha, A Turma da Pilantragem, Jimmy Cliff, Festival Internacional da Canção e Wilson Simonal, entre outros. Gravou vários discos como líder, entre eles "Nonato Buzar e o País Tropical", em 1976, quando retornou ao Brasil depois de alguns anos morando em Paris. A gravação mais recente de seu maior sucesso, "Vesti Azul", foi feita pela cantora Ithamara Koorax no CD "Got To Be Real", lançado em 2012, quando a música chegou às paradas europeias.
Morreu em 2 de fevereiro de 2014, um domingo pela manhã, aos 81 anos, no Rio de Janeiro, de falência múltipla dos órgãos. O músico havia sido internado há 15 dias com pneumonia.